# Roman Málek
Roman Málek (* 25. září 1977 Praha) je bývalý český hokejový brankář. Jedná se o několikanásobného reprezentanta Česka. Jeho největším klubovým úspěchem je zisk titulu mistra nejvyšší české hokejové soutěže ELH v roce 2003 s týmem HC Slavia Praha. Hráčskou kariéru uzavřel po sezoně 2014/15 a vydal se na trenérskou dráhu. Momentálně je trenérem brankářů v týmu HC Slavia Praha. Od srpna 2018 je také expertem na televizní stanici O2TV Sport.
Jeho synové jsou také hokejisté, starší Roman působí na brankářském postu, mladší Jakub je obráncem.

## Reprezentace
První zápas v národním týmu: 7. dubna 2001 Česko - Švýcarsko (Příbram).
|                                   | Rok              | Celkem | Soupisky         |
| --------------------------------- | ---------------- | ------ | ---------------- |
| Mistrovství světa v ledním hokeji | MS 2003 4. místo | 1x     | Soupiska MS 2003 |

## Ocenění a úspěchy
- 2002/2003 a 2003/2004 Hokejista sezony Tipsport ELH

## Hráčská kariéra
- 1995-1996 HC Slavia Praha (jun.)
- 1996-1997 HC Slavia Praha, HC Slavia Praha (jun.) , Beroun (Cze-2.)
- 1997-1998 HC Berounští Medvědi
- 1998-1999 HC Slavia Praha, Kralupy
- 1999-2000 HC Slavia Praha, Beroun
- 2000-2001 HC Slavia Praha
- 2001-2002 HC Slavia Praha
- 2002-2003 HC Slavia Praha Mistr české extraligy
- 2003-2004 HC Slavia Praha, HC Plzeň
- 2004-2005 Metallurg Magnitogorsk (Rusko), HC Karlovy Vary
- 2005-2006 HC Lasselsberger Plzeň
- 2006-2007 HC Lasselsberger Plzeň Hostování HC Slovan Ústí nad Labem
- 2007-2008 HC Lasselsberger Plzeň
- 2008-2009 HC Lasselsberger Plzeň
- 2009-2010 MODO Hockey (Švédsko)
- 2010-2011 HC Vítkovice Steel
- 2011-2012 HC Vítkovice Steel
- 2012-2013 HC Vítkovice Steel
- 2013-2014 HC Vítkovice Steel, HC Sparta Praha
- 2014-2015 BK Mladá Boleslav
- konec hokejové kariéry

## Trenérská kariéra
- 2015-2016 HC Slavia Praha (trenér brankářů)
- 2016-2017 HC Slavia Praha (trenér brankářů)